# Nové Spolí
Nové Spolí je část města Český Krumlov v okrese Český Krumlov. Nachází se na jihu Českého Krumlova. Je zde evidováno 128 adres. Trvale zde žije 535 obyvatel.
Nové Spolí leží v katastrálním území Spolí-Nové Spolí o rozloze 0,81 km², v památkové zóně Český Krumlov - Plešivec a v ochranném pásmu městské památkové rezervace Český Krumlov.

## Historie
První písemná zmínka o vesnici pochází z roku 1259.